# Boris Godunov (opera)
Boris Godunov (rusky: Борис Годунов) je opera o čtyřech dějstvích s prologem (o sedmi, ve druhé redakci o osmi obrazech) ruského skladatele Modesta Petroviče Musorgského. Popisuje obtížný vývoj v Rusku po smrti cara Ivana Hrozného a osudy jeho nástupců Borise Godunova a Lžidimitrije I. Libreto sepsal sám skladatel na motivy stejnojmenné tragédie Alexandra Puškina. První revize opery proběhla v roce 1869, druhá v roce 1874. Dílo je považováno za jednu z nejmodernějších oper své doby a předzvěst italského verisma.